# 오성우
오 성 우(1966년 6월 14일 ~ 2013년 8월 25일)은 대한민국의 희극 배우였다. 데뷔 이후 10년 넘게 이어진 당뇨로 인한 건강 악화로 연예계 활동을 활발히 할 수 없었고, 이후 신장 투석 중 2013년 8월 25일에 향년 47세로 세상을 떠났다.

## 방송
- 1987년 KBS 《유머1번지》
- 1987년 KBS 《쇼 비디오 자키》
- 1995년 KBS 《코미디 1번지》
- 1999년 KBS 《코미디 세상만사》